# Sofia Lovisa Gråå
Sofia Lovisa Gråå, född Palm 1749, död 8 maj 1835 i Stockholm, var rektor, elevskoleföreståndare, och instruktör för Dramatens elevskola, den första kvinna som innehaft denna post ensam. Hon var även värd för elevhemmet för de kvinnliga eleverna under sin tid som rektor.  

## Biografi
Sofia Lovisa var från 1788 gift med den ryske tolken i Stockholm, Fredrik Gabriel Gråå (1749–1795). Hon blev år 1804 rektor för Kungliga teatrarnas elevskola, en anställning hon behöll fram till 1812, i åtta år. 
Gråå var den andra kvinna som hade denna position efter Anne Marie Milan Desguillons, men hon var den första kvinna som hade denna position ensam. Det var en svår position just under hennes tid, eftersom kung Gustav IV Adolf bedrev en teaterfientlig politik. Under den så kallade "Arsenalteatertiden" var den svenska Operan upplöst 1806–1809, och öppnades inte helt förrän 1812. Hon hade formellt titeln Gouvernante och hade uppdraget att sköta om elevernas fysiska välbefinnande och ge dem elementär undervisning och lära dem goda seder och fungera som deras "andra mor".  
Gråå förde vidare de franska traditioner som grundats av paret Desguillons och utbildade en lång rad av de främsta förmågorna under artonhundratalets första hälft, som Justina Casagli, Charlotta Eriksson, Sara Torsslow och Karolina Bock. I hennes pension bodde dock även de manliga eleverna, något som i andra skolsammanhang var unikt i Sverige under samma tid. Hos henne bodde de kvinnliga elever som gick i skolan och inte kom från Stockholm. 
Körmästare Johan Fredrik Wikström, som var skolans informationsmästare, förfasade sig över den frihet hon gav eleverna. I sin rapport över skolan under hennes ledning från 1811 rapporterade J.E. Wikström bland annat, att Gråå hade tillåtit sin elev Elise Frösslind att bjudas på teatern av en artonårig yngling och själv följt med på träffen. Han anklagade henne också för att ha förstört hans relation till eleverna genom att förtala honom som sträng inför dem. Dessutom hade hon låtit sin son, fältläkaren vid Marieberg, att tillbringa sina sjukdsomstid i huset då han led av fältsjuka. Enligt Wikström var hushållet ostädat och försummat, eleverna halvklädda, pojkarna slogs på gatorna och flickorna tog emot ynglingar och dansade med dem på rummet. 
Själv påpekade hon i sin pensionsansökan från 1812, att hon hade accepterat sin uppgift utan löfte om någon ersättning, och att hon alltid hade lett en samvetsgrann och respektabel verksamhet både som rektor och som föreståndare för skolans flickpension.
De kvinnliga stjärnor som undervisats under hennes ledning kallades sedan ofta i historien för "flickorna Gråå".